# محسن بیگلری
محسن بیگلری (زادهٔ ۱۳۵۳ سقز) نمایندهٔ دوره‌های نهم، دهم و دوازدهم مجلس شورای اسلامی از حوزهٔ انتخابیهٔ سقز و بانه در استان کردستان است. او با کسب ۵۸٬۶۷۰ رأی از مجموع ۱۴۰٬۷۰۸ رأی، معادل ۴۱٫۷۰٪ درصد آرا، به مجلس راه پیدا کرد.

## فعالیت‌ها
محسن بیگلری در مدت دو دوره نمایندگی مجلس شورای اسلامی با پیگیری، طرح سؤال، تذکرات و نطق‌های خود توانست زمینهٔ حضور بسیاری از وزرا و معاونین وزرا را به سقز و بانه فراهم آورد. حضور مسئولان عالیرتبه دولتی و مشاهده کمبودها و مشکلات منطقه در رساندن پیام محرومیت بسیار تأثیر گذار بود. در زمان شروع به کار بیگلری در کسوت نمایندگی، بسیاری از پروژه‌های عمرانی شهرستانهای سقز و بانه را که لقب آثارباستانی به خود گرفته بودند و تقریباً عامه مردم ناامید از به سرانجام رسیدن آنها بودند، پیگیری نمود. محسن بیگلری معتقد است توسعه استان کردستان نیازمند صداقت و تعهد می‌باشد.نماینده ناتوان مجلس دوازدهم

## عضویت در کمیسیون‌ها
- عضو کمیسیون تلفیق لایحه بودجه سال ۹۹
- عضو کمیسیون تلفیق لایحه بودجه سال ۹۶
- عضو هیئت تحقیق و تفحص از هلال احمر
- عضو هیئت رئیسه کمیسیون برنامه و بودجه ۴ سال متوالی
- عضو ناظر مجلس در شورای برنامه‌ریزی و توسعه استان
- عضو هیئت ریسه فراکسیون اهل سنت مجلس
- عضو هیئت تحقیق و تفحص از خودروسازان
- عضو هیئت تحقیق و تفحص از وزارت جهاد کشاورزی

### عضویت در کمیسیون‌های دوره نهم مجلس
- سال چهارم عضو کمیسیون صنایع و معادن
- سال سوم عضو کمیسیون صنایع و معادن
- سال دوم عضو کمیسیون صنایع و معادن
- سال اول عضو کمیسیون صنایع و معادن

### عضویت در کمیسیون‌های دوره دهم مجلس
- سال چهارم دبیر دوم کمیسیون برنامه و بودجه و محاسبات
- سال سوم دبیر اول کمیسیون برنامه و بودجه و محاسبات
- سال دوم دبیر دوم کمیسیون برنامه و بودجه و محاسبات
- سال اول دبیر دوم کمیسیون برنامه و بودجه و محاسبات

### عضویت در فراکسیون‌های مجلس
بیگلری در فراکسیون های فرهنگیان، دانشگاهیان، زاگرس نشینان، جوانان، توسعه صادرات، حج و زیارت، غذا و دارو، محیط زیست و توسعه پایدار، مناطق آزاد، مناطق کمتر توسعه یافته عضویت داشت.

## جستارهای ویژه
- پایگاه اطلاع‌رسانی محسن بیگلری
- لیست اخبار از حوزه انتخابیه سقز و بانه در دوره نهم و دهم، خبرگزاری خانه ملت
- فهرست نمایندگان دوره نهم مجلس شورای اسلامی
- فهرست نمایندگان دوره دهم مجلس شورای اسلامی
- فهرست نمایندگان دوره دوازدهم مجلس شورای اسلامی